# Hendry Thomas
Hendry Thomas est un footballeur international hondurien né le 23 février 1985 à La Ceiba au Honduras évoluant au poste de milieu défensif.

## Palmarès
- CD Olimpia
  - Championnat du Honduras
    - Ouverture (2) : 2002, 2005
    - Clôture (5) : 2004, 2005, 2006, 2008, 2009